# Sinatra's Sinatra
Sinatra's Sinatra è un album del crooner statunitense Frank Sinatra, pubblicato nel 1963 dalla Reprise Records.

## Il disco
Parte dell'accordo di separazione tra Sinatra e la Capitol Records, la sua precedente etichetta, stabiliva che il cantante inizialmente evitasse di pubblicare qualcosa registrato in precedenza. Si può dire che Sinatra aveva mantenuto l'accordo, ma all'epoca in cui Sinatra's Sinatra fu pubblicato evidentemente riteneva che i tempi fossero maturi per riproporre alcuni dei suoi successi.
E così ritroviamo I've Got You Under My Skin, In the Wee Small Hours of the Morning, Witchcraft. In realtà alcune canzoni, come Nancy, sono state registrate di nuovo con nuovi arrangiamenti di Nelson Riddle. Per questo motivo Sinatra's Sinatra non può essere considerato una raccolta.

## Tracce

### Lato A
1. I've Got You Under My Skin - 3:26 - (Porter)
2. In the Wee Small Hours of the Morning - 2:43 - (Mann, Hilliard)
3. The Second Time Around - 3:03 - (Cahn, Van Heusen)
4. Nancy (With the Laughing Face) - 3:37 - (Silvers, Van Heusen)
5. Witchcraft - 2:37 - (Leigh, Coleman)
6. Young at Heart - 2:54 - (Leigh, Richards)

### Lato B
1. All the Way - 3:27 - (Cahn, Van Heusen)
2. (How Little It Matters) How Little We Know - 2:19 - (Leigh, Springer)
3. Pocketful of Miracles - 2:37 - (Cahn, Van Heusen)
4. Oh! What It Seemed to Be - 2:45 - (Benjamin, Weiss, Carle)
5. Call Me Irresponsible - 3:12 - (Cahn, Van Heusen)
6. Put Your Dreams Away (For Another Day) - 3:12 - (Lowe, Mann, Weiss)

## Musicisti
- Frank Sinatra - voce;
- Nelson Riddle - arrangiamenti.